# Taman Nasional Wasur
Taman Nasional Wasur, ook wel Wasur-Rawa Biru genoemd, is een nationaal park in het zuidoostelijkste deel van Indonesië, tegen de grens met Papoea-Nieuw-Guinea. Het ligt in het zuidoosten van de provincie Papoea, op 60 kilometer ten oosten van Merauke en grenst direct aan het Papoea-Nieuw-Guineese Tonda Wildlife Management Area (grootste natuurgebied van dat land), waarmee het samen een groot natuurgebied vormt. Het wordt door het Indonesische ministerie van bosbouw gezien als het minst door mensen verstoorde natuurgebied van het land. Het is tevens het grootste draslandgebied van Papoea en een van de parken met de hoogste diversiteit aan soorten, hetgeen het de bijnaam "Serengeti van Papoea" heeft opgeleverd. Het park heeft een oppervlakten van 413.810 hectare.
Wasur is een dorpje in het westen van het park, waarvan de naam is afgeleid van het woord Waisol, wat "tuin" betekent in het Mororisch. Rawa Biru ("blauw moeras") is een groot moeras in het park. Het park is te bereiken via twee hoofdwegen; via de kustweg vanaf Merauke naar het park en via een 70 kilometer lang gedeelte van de Trans-Irian-Highway. Een netwerk van bosweggetjes ontsluit het park tijdens het droge seizoen.

## Ecologie

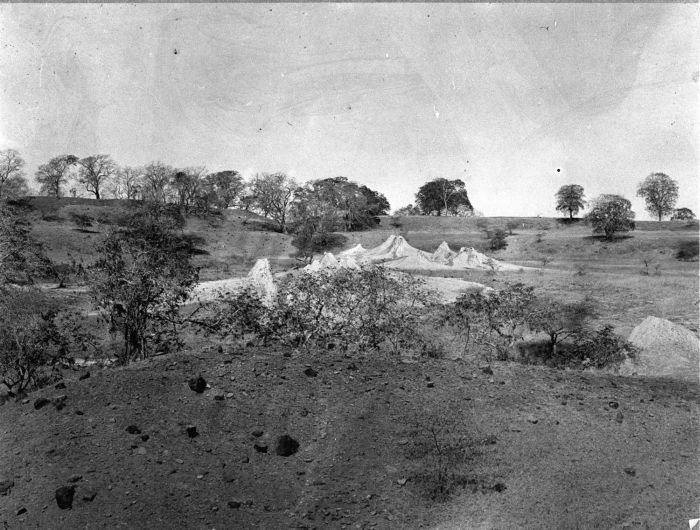
Landschap met termietenheuvels. Foto genomen tijdens de Eerste of Tweede Zuid Nieuw-Guinea Expeditie (ca. 1907-1910)

Ongeveer 70% van het park bestaat uit open savannevlakten (onderdeel van de ecoregio savanne en graslanden van de Trans Fly) en de rest wordt opgevuld door moerasbos (waaronder grote stukken met sagopalmen), tropisch moessonbos, mangrovebos (kustbos), bamboebos en graslanden. In het park bevinden zich vele meren en rivieren. Grote delen van het park staan jaarlijks gedurende 4 tot 6 maanden onderwater. Dit drasland is vooral van belang als leefgebied voor trekvogels en vervult daarnaast een rol in de watercirculatie, waarmee het leefgebied intact wordt gehouden. Gedurende het droge seizoen droogt het water op en blijven alleen de permanente moerassen achter, die met elkaar verbonden zijn door kreken.
De belangrijkste planten zijn mangrovevegetatie en soorten uit de plantgeslachten Terminalia en Melaleuca. Veel voorkomende plantsoorten zijn Acacia, Eucalyptus, sagopalm en steppegras. Het park vormt een habitat voor tot 358 (geregistreerde) vogelsoorten, waarvan 80 endemisch zijn op Nieuw-Guinea. In de ecoregio komen ongeveer 111 vissoorten voor, waarvan een groot aantal uit Wasur-Rawa Biru. Ook leven er kreeften en krabben in de draslanden van het park en bevinden zich er termietenheuvels.
Veel voorkomende diersoorten zijn de zandwallaby, borstelkoppapegaai, helmkasuaris, gewone kroonduif, grote paradijsvogel, koningsparadijsvogel, rode paradijsvogel, zoetwaterkrokodil en zeekrokodil. Er leven ook een aantal zeldzame soorten. Soorten van de Rode Lijst waarvan bekend is dat er levensvatbare populaties van in het park voorkomen zijn de De Bruijnpademelon (kangoeroe), kleine regenwulp, Nieuw-Guinese harpijarend, waaierduif, witvleugelgrasvogel en zwarthalsooievaar. Drie vogelsoorten die endemisch zijn voor het gebied rond de rivier de Fly zijn waargenomen in het park, waaronder de witvleugelgrasvogel en de witkruinnon.
De introductie van het Javaans hert in Papoea door de Nederlanders in 1928 leidde tot een grote verspreiding van deze soort naar het grootste deel van de zuidelijke kustlanden van het eiland. Volgens de lokale bevolkingsgroepen in het park leidde dit tot grote veranderingen in het lokale ecosysteem, waaronder: daling van het aantal hoge moerasgrassen en als gevolg daarvan het stoppen van het broeden van de Australische pelikaan en de ekstergans aldaar; daling van het aantal rietsoorten; en de enorme verspreiding van Melaleuca in de open graslanden.

## Bescherming

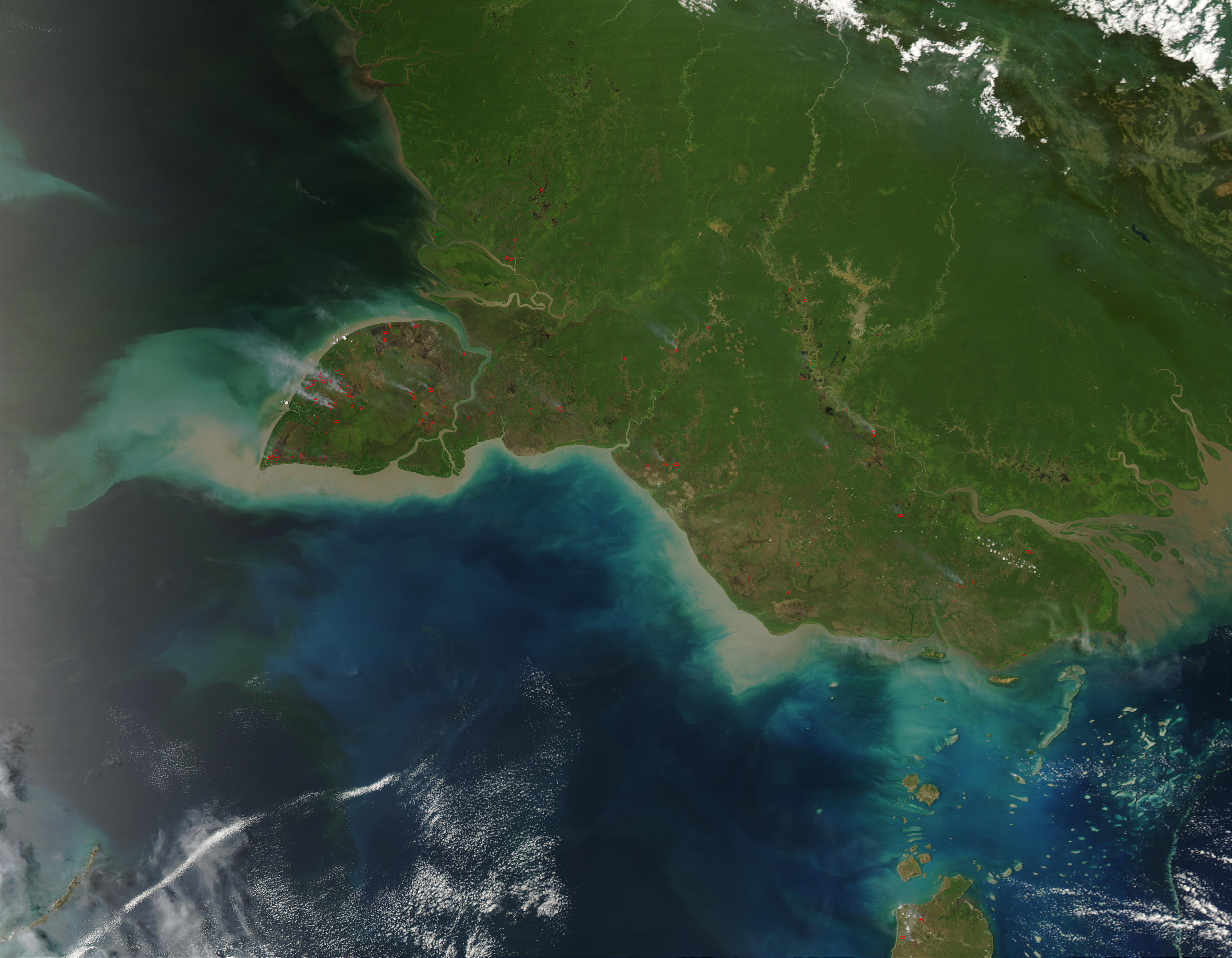
Satellietbeeld van zuidelijk Nieuw-Guinea, met Wasur-Rawa Biru en Tonda gelegen tussen de rivieren Maro (Merauke) en Fly. De bosbranden die er in 2002 woedden zijn weergegeven met rode hokjes.

Wasur-Rawa Biru werd in 1978 aangewezen als wildreservaat en omvatte toen een gebied van 2.100 km². In 1990 werd het vergroot tot 4.138 km² en ingesteld als nationaal park. In 2006 werd het park onder de Conventie van Ramsar erkend als drasland van internationale betekenis, een status die ook het aangrenzende wildreservaat Tonda heeft. Sinds 1991 heeft het Wereldnatuurfonds (WNF) er een natuurbeschermings- en -ontwikkelingsproject lopen. In 1995 stond het WNF aan de basis van een drieparkenprogramma waaraan Wasur-Rawa Biru (Indonesië), Tonda (Papoea-Nieuw-Guinea) en Kakadu National Park (Australië) deelnamen. Dit leidde in 2002 tot een memorandum van overeenstemming tussen de drie natuurbeschermingsorganisaties van de overheden van deze landen.

## Bewoning en menselijke activiteiten
In het park wonen verspreid over 14 dorpen naar schatting 2.500 leden van de stammen Marind-anim, Kanum (Kanume), Morori (Moraori) en Yéi-nan, die afhankelijk zijn van het park voor eten en andere dagelijkse levensbehoeften. Pogingen om hen te hervestigen mislukten en dientengevolge hebben zij nog altijd het recht om in het park te jagen, vissen en er vruchten voor eigen gebruik te verzamelen. Deze lokale gemeenschappen eten vis, sago, zoete aardappel, buideldas, hert en kangoeroe. Veel aspecten uit hun cultuur zijn bezig te verdwijnen, maar sommige elementen zoals festivals, varkensfeesten, dansen, weven en de traditionele manier van koken zijn gebleven. Er bevinden zich veel plaatsen in het park die een religieuze betekenis voor hen hebben, waaronder ook heilige plaatsen. Het zuidelijk deel van het park bevat grote stukken met prehistorische landbouwgebieden van archeologische betekenis.

## Bedreigingen
Een groot deel van de natuurlijke overstroomde graslandgebieden worden bedreigd door grootschalige veranderingen aan struiken en bosgebieden, alsook door invasies van invasieve soorten zoals de waterhyacint en mimosa pigra. Het leefgebied van de Nieuw-Guinese krokodil is in gevaar als gevolg van de handel in de huiden van reptielen.
Net als in andere delen van Indonesië en Nieuw-Guinea is er ook illegale houtkap geconstateerd in het park.